# Джейн Марч
Джейн Марч Хорууд (на английски: Jane March Horwood) е британска актриса и модел. Известна е с ролите си във филмите „Любовникът“ и „Цветът на нощта“ (в който си партнира с Брус Уилис). Филмите са популярни със своите интензивни еротични сцени.

## Биография
Родена е на 20 март 1973 г. в Лондон, Великобритания. Бащата на Марч, Бърнард Хорууд, е учител по дизайн и технологии в средно училище и има английски и испански произход. Майка ѝ, Джийн, продавачка на вестници, има виетнамски и китайски произход.
На 14-годишна възраст, докато все още учи в гимназията „Ноуър Хил“ в Пинър, Северен Лондон, Марч печели местния конкурс „Стани модел“. Подписва договор със „Сторм Модъл Мениджмънт“ и започва да работи като фотомодел, използвайки второто си име Марч.
След завършване на средното си образование Марч се премества в апартамент в Уимбълдън с приятели и продължава да се занимава с моделство, преди да получи покана за прослушване в Париж на 17-ия си рожден ден след снимките на корицата на списание Just Seventeen, които привличат вниманието на съпругата на френския режисьор Жан-Жак Ано, Лоранс Дювал Ано. Марч играе главната женска роля във филма „Любовникът“ от 1992 г. по полуавтобиографичния роман на Маргьорит Дюрас.
Две години след „Любовникът“ участва заедно с Брус Уилис в еротичния трилър „Цветът на нощта“ (1994) на режисьора Ричард Ръш. Списание „Максим“ класира секс сцената ѝ във филма като „най-добрата секс сцена в историята на киното“.
От 2004 г. тя е модел на бижутерската фирма Chopard.

## Семейство
По време на снимките на „Цветът на нощта“ Марч започва да се среща със съпродуцента на филма, Кармин Зозора. Тя е на 20, а той на 35. Двойката се омъжва два месеца по-късно, през юни 1993 г., като Брус Уилис е шафер, а Деми Мур – шаферка. Според режисьора на „Цветът на нощта“ Ричард Ръш Марч все още получава много предложения от холивудски студия след излизането на филма, но Зозора изисква от студията да го наемат и като продуцент на всеки филм, в който Марч ще участва – условие, което повечето студия отхвърлят. По тази причина Марч не се снима в повече филми по време на брака им.
С Кармин Зозора Джейн Марч се разделя през 1997 г., а разводът им е през 2001 г. Няколко години по-късно Марч се омъжва за Стивън Уодингтън. Двамата имат син.

## Филмография

### Кино
| Година | Филм                     | Оригинално заглавие                    | Роля              |
| ------ | ------------------------ | -------------------------------------- | ----------------- |
| 1992   | Любовникът               | L'amant / Người tình                   | Младото момиче    |
| 1994   | Цветът на нощта          | Color of Night                         | Роуз              |
| 1996   | Завинаги                 | Never Ever                             | Аманда            |
| 1998   | Тарзан и изгубеният град | Tarzan and the Lost City               | Джейн Портър      |
| 1998   | Провокатор               | Provocateur                            | Сук Хи / Мийя     |
| 2000   | Ловци на реликви         | Relic Hunter                           | Сюзан             |
| 2000   |                          | Dark Prince: The True Story of Dracula | Лидия             |
| 2001   |                          | Dark Realm                             | Шарън Стаплинг    |
| 2005   | Красаницата и звярът     | Beauty and the Beast                   | Фрея              |
| 2006   | Търговецът на камъни     | Il mercante di pietre                  | Леда              |
| 2009   |                          | My Last Five Girlfriends               | Олив              |
| 2010   | Сблъсъкът на титаните    | Clash of the Titans                    | Хестия            |
| 2010   |                          | Stalker                                | Линда             |
| 2011   |                          | Perfect Baby                           | Ема               |
| 2011   |                          | Will                                   | сестра Ноел       |
| 2012   |                          | Grimm's Snow White                     | кралица Гвендолин |
| 2013   |                          | Confections of a Discarded Woman       | Лана              |
| 2014   |                          | Flim: The Movie                        | себе си           |